# Feldberger Seenlandschaft
Feldberger Seenlandschaft là một đô thị ở huyện Mecklenburgische Seenplatte (trước thuộc huyện Mecklenburg-Strelitz), bang Mecklenburg-Vorpommern, Đức. Đô thị này có diện tích 199,57 km², dân số thời điểm 31 tháng 12 là 4656 người.